# 尼崎市立梅香小学校
尼崎市立梅香小学校（あまがさきしりつ ばいかしょうがっこう）は、兵庫県尼崎市東難波町2丁目にあった公立小学校。
2014年3月31日に尼崎市立北難波小学校と統合し廃校となり、跡地に尼崎市立難波の梅小学校が開校した（2016年に尼崎市立北難波小学校跡地へ移転）。

## 沿革
- 1957年（昭和32年）4月8日 - 北難波小学校を臨時校舎とし、尼崎市立梅香小学校開校。[1]
- 1958年（昭和33年）3月1日 - 現在地[要出典]に移転。この日をもって創立記念日とする。
- 1967年（昭和42年）6月1日 - 住居表示の変更。
- 2014年（平成26年）3月31日 - 廃校。

## 進学先中学校
- 尼崎市立中央中学校

## 跡地活用
当校の跡地活用については、中央公民館および西宮市田近野町に所在していた尼崎市立尼崎養護学校の移転が計画され、2019年1月に新校舎が跡地に完成、同時に尼崎養護学校は尼崎市立あまよう特別支援学校に改称された。